# Odynerus miniatus
Odynerus miniatus är en stekelart som beskrevs av Henri Saussure. Odynerus miniatus ingår i släktet lergetingar, och familjen Eumenidae. Utöver nominatformen finns också underarten O. m. mephitis.